# 네이선 크럼프턴

2020년 모습

네이선 크럼프턴(본명: 네이선 아이콘 크럼프턴, Nathan Ikon Crumpton, 1985년 10월 9일 ~ )은 미국과 아메리칸사모아의 스켈레톤(썰매) 종목과 아메리칸사모아의 육상 경기에 참가한 올림픽 선수이다.